# L'Aventure à deux
L'Aventure à deux (The Voice of the Turtle) est un film américain réalisé par Irving Rapper, sorti sur les écrans en 1947.
Il s'agit d'une adaptation de la pièce éponyme de John Van Druten.

## Fiche technique
- Titre : L'Aventure à deux
- Titre original : The Voice of the Turtle
- Réalisation : Irving Rapper
- Scénario : Charles Hoffman, d'après la pièce La Voix de la tourterelle (The Voice of the Turtle) de John Van Druten
- Dialogues : John Van Druten
- Producteur : Charles Hoffman
- Société de production : Warner Bros. Pictures
- Musique : Max Steiner
- Directeur de la photographie : Sol Polito
- Effets visuels : Edwin B. DuPar
- Montage : Rudi Fehr
- Direction artistique : Robert M. Haas
- Décors : William L. Kuehl
- Costumes : Leah Rhodes
- Ingénieur du son : Stanley Jones
- Pays de production :  États-Unis
- Langue : anglais
- Format : noir et blanc – 35 mm – 1,37:1 – mono (RCA Sound System)
- Genre : Comédie romantique
- Durée : 103 minutes
- Dates de sortie : 
  - États-Unis : 25 décembre 1947
  - France : 22 juin 1948

## Distribution
- Ronald Reagan : Sergent Bill Page
- Eleanor Parker : Sally Middleton
- Eve Arden : Olive Lashbrooke
- Wayne Morris : Commandant Ned Burling
- Kent Smith : Kenneth Bartlett
- John Emery : George Harrington
- Erskine Sanford : commerçant
- John Holland : Henry Atherton

Acteurs non crédités
- Ernest Anderson : Deuxième liftier
- Lois Austin : À la soirée au théâtre
- Richard Bartell : Agent préposé aux tickets
- Nanette Bordeaux : Une fille française
- Peter Camlin : Une personne parlant français
- Tristram Coffin : À la soirée au théâtre
- Bunty Cutler : Fille au téléphone
- Bernard DeRoux : Serveur francophone
- Suzanne Dulier : Une personne parlant français
- Sarah Edwards : Femme cherchant ses tickets de théâtre
- Ross Ford : Employé aux Sodas
- Alan Foster : Vendeur
- William Gould : Homme en ligne au théâtre
- Doris Kemper : Femme à la charcuterie
- Joan Lawrence : Ex- petite-amie de Bill
- Jack Lee : Mr. Harkness, Détective
- Philip Morris : Portier
- Brian O'Hara : Employé de bureau
- Nino Pipitone : Maître d'hôtel
- Robert Spencer : garçon
- Nick Stewart : Premier liftier
- Helen Wallace : Femme
- Janet Warren : À la soirée au théâtre
- Frank Wilcox : Stanley Blake